# Gaspar Servio
Gaspar Andrés Servio (General Arenales, Buenos Aires, Argentina; 9 de marzo de 1992) es un futbolista paraguayo nacido en Argentina, que juega como arquero en el Club Guarani en la Primera División de Paraguay.

## Trayectoria

### River Plate
Con River Plate se consagró campeón de la Copa Libertadores Sub-20 de 2012, siendo titular en los seis partidos del campeonato reemplazando a Sergio Piñeiro.

### Banfield
El 14 de julio de 2013, Gaspar Servio llegó a préstamo al Club Atlético Banfield. El 31 de marzo de 2014 debutó en la Primera B Nacional en la victoria de su equipo por 2-0 ante Patronato de Paraná. En dicho encuentro atajó dos penales y fue la figura del partido, redondeando así un debut soñado en Primera.
Por la lesión del arquero titular (Enrique Bologna) fue titular por el resto del torneo y del siguiente, lo que hizo que el Club comprara su pase.
El 23 de noviembre de 2014 convierte su primer gol en su carrera frente a Quilmes en la victoria 3 a 1 de su equipo

### Independiente Rivadavia
El 6 de febrero de 2015 con la llegada a Banfield de Fernando Pellegrino y la recuperación de Enrique Bologna, se confirma su traspaso en calidad de cedido al Club Sportivo Independiente Rivadavia de la ciudad de Mendoza.

### Sol de América & Arsenal de Sarandí
El 10 de enero de 2016, fue cedido por un año al Sol de América, pero a los tres días de firmar el contrato con Sol de América, pidió que lo liberaran, ya que el técnico Daniel Garnero no le aseguró la titularidad. Luego arregló su llegada a Arsenal.

### Dorados de Sinaloa
A mediados del 2016 se confirma su llegada a préstamo por 1 año al Dorados de Sinaloa.
El 17 de octubre de 2019, Servio fue sometido a una investigación interna realizada por los Dorados de Sinaloa tras publicaciones en redes sociales sobre la balacera causada por el Cártel de Sinaloa para lograr la liberación de Ovidio Guzmán López, hijo del exnarcotraficante y criminal mexicano Joaquín Guzmán Loera «El Chapo». Servio publicó un video con una vista panorámica de Culiacán, donde ocurrió el suceso, en la que se observaba el humo de los vehículos quemados por el grupo criminal; el portero compartió ese video con la canción «Arde la ciudad» de Mancha de Rolando de fondo. Poco tiempo después, Servio se pronunció sobre el tema, por medio de su cuenta de Instagram, alegando que sus redes sociales fueron hackeadas y que todo se trató de una «sucia campaña» en su contra.
Finalmente el club emitió el día 21 de octubre de 2019 un comunicado por medio de sus redes sociales que decía:

«El Club Dorados de Sinaloa informa que, en seguimiento del caso y tras los acontecimientos ocurridos la semana anterior con el jugador Gaspar Servio, la institución ha decidido unilateralmente terminar anticipadamente su contrato. Reiteramos nuestro compromiso con la ciudad de Culiacán y nuestra afición, así como los valores que siempre hemos tratado de proyectar y fomentar a la sociedad sinaloense».

### Guaraní
El día 20 de diciembre de 2019 se oficializa la llegada de Gaspar Servio al Club Guaraní. En el 2021 consigue rápidamente la nacionalidad paraguaya, por tener padres y abuelos paraguayos.

## Estadísticas
Actualizado al último partido disputado el 29 de noviembre de 2023.
| Club | Div.          | Temporada     | Liga | Liga | Liga | Copas Nacionales(1) | Copas Nacionales(1) | Copas Nacionales(1) | Copas Internacionales(2) | Copas Internacionales(2) | Copas Internacionales(2) | Total | Total | Total |
| Club | Div.          | Temporada     | PJ   | GR   | VI   | PJ                  | GR                  | VI                  | PJ                       | GR                       | VI                       | PJ    | GR    | VI    |
| --- | ------------- | ------------- | ---- | ---- | ---- | ------------------- | ------------------- | ------------------- | ------------------------ | ------------------------ | ------------------------ | ----- | ----- | ----- |
| Banfield Argentina                                                                                                 | 2.ª           | 2013-14       | 12   | 11   | 5    | 1                   | 0                   | 1                   | —                        | —                        | —                        | 13    | 11    | 6     |
| Banfield Argentina                                                                                                 | 1.ª           | 2014          | 19   | 25   | 4    | 2                   | 2                   | 1                   | —                        | —                        | —                        | 21    | 27    | 5     |
| Banfield Argentina                                                                                                 | Total Club    | Total Club    | 31   | 36   | 9    | 3                   | 2                   | 2                   | —                        | —                        | —                        | 34    | 38    | 11    |
| Independiente Rivadavia Argentina                                                                                  | 2.ª           | 2015          | 31   | 34   | 10   | 1                   | 0                   | 1                   | —                        | —                        | —                        | 32    | 34    | 11    |
| Independiente Rivadavia Argentina                                                                                  | Total Club    | Total Club    | 31   | 34   | 10   | 1                   | 0                   | 1                   | —                        | —                        | —                        | 32    | 34    | 11    |
| Arsenal de Sarandí Argentina                                                                                       | 1.ª           | 2016          | 0    | 0    | 0    | 0                   | 0                   | 0                   | —                        | —                        | —                        | 0     | 0     | 0     |
| Arsenal de Sarandí Argentina                                                                                       | Total Club    | Total Club    | 0    | 0    | 0    | 0                   | 0                   | 0                   | —                        | —                        | —                        | 0     | 0     | 0     |
| Dorados de Sinaloa · México                                                                                        | 2.ª           | 2016-17       | 45   | 49   | 13   | 0                   | 0                   | 0                   | —                        | —                        | —                        | 45    | 49    | 13    |
| Dorados de Sinaloa · México                                                                                        | 2.ª           | 2018-19       | 38   | 39   | 13   | 7                   | 8                   | 4                   | —                        | —                        | —                        | 45    | 47    | 17    |
| Dorados de Sinaloa · México                                                                                        | 2.ª           | 2019-20       | 10   | 10   | 3    | 0                   | 0                   | 0                   | —                        | —                        | —                        | 9     | 10    | 3     |
| Dorados de Sinaloa · México                                                                                        | Total Club    | Total Club    | 93   | 98   | 29   | 7                   | 8                   | 4                   | —                        | —                        | —                        | 100   | 106   | 33    |
| Cafetaleros · México                                                                                               | 2.ª           | 2017-18       | 29   | 38   | 6    | 1                   | 0                   | 1                   | —                        | —                        | —                        | 30    | 38    | 7     |
| Cafetaleros · México                                                                                               | Total Club    | Total Club    | 29   | 38   | 6    | 1                   | 0                   | 1                   | —                        | —                        | —                        | 30    | 38    | 7     |
| Guaraní Paraguay                                                                                                   | 1.ª           | 2020          | 30   | 23   | 11   | —                   | —                   | —                   | 14                       | 14                       | 6                        | 44    | 37    | 17    |
| Guaraní Paraguay                                                                                                   | 1.ª           | 2021          | 33   | 41   | 7    | 0                   | 0                   | 0                   | 3                        | 6                        | 0                        | 36    | 47    | 7     |
| Guaraní Paraguay                                                                                                   | Total Club    | Total Club    | 63   | 64   | 18   | 0                   | 0                   | 0                   | 17                       | 20                       | 6                        | 80    | 84    | 24    |
| Rosario Central Argentina                                                                                          | 1.ª           | 202           | 22   | 20   | 9    | 16                  | 22                  | 3                   | —                        | —                        | —                        | 38    | 42    | 12    |
| Rosario Central Argentina                                                                                          | 1.ª           | 2023          | 4    | 6    | 1    | 0                   | 0                   | 0                   | —                        | —                        | —                        | 4     | 6     | 1     |
| Rosario Central Argentina                                                                                          | Total Club    | Total Club    | 26   | 26   | 10   | 16                  | 22                  | 3                   | —                        | —                        | —                        | 42    | 48    | 13    |
| Tacuary Paraguay                                                                                                   | 1.ª           | 2023          | 22   | 25   | 6    | 1                   | 2                   | 0                   | —                        | —                        | —                        | 23    | 27    | 6     |
| Tacuary Paraguay                                                                                                   | Total Club    | Total Club    | 22   | 25   | 6    | 1                   | 2                   | 0                   | —                        | —                        | —                        | 23    | 27    | 6     |
| Total Carrera | Total Carrera | Total Carrera | 294  | 321  | 88   | 29                  | 34                  | 11                  | 17                       | 20                       | 6                        | 341   | 375   | 105   |
| (1) Incluye Copa Argentina, Copa de la Liga Profesional, Copa México y Copa Paraguay (2) Incluye Copa Libertadores |               |               |      |      |      |                     |                     |                     |                          |                          |                          |       |       |       |

## Palmarés

### Campeonatos nacionales
| Título             | Club            | País      | Año           |
| ------------------ | --------------- | --------- | ------------- |
| Primera B Nacional | Banfield        | Argentina | 2013/14       |
| Ascenso MX         | Dorados Sinaloa | México    | Apertura 2016 |
| Ascenso MX         | Cafetaleros     | México    | Clausura 2018 |
| Final de Ascenso   | Cafetaleros     | México    | 2017-18       |

### Campeonatos internacionales
| Título                   | Club        | País | Año  |
| ------------------------ | ----------- | ---- | ---- |
| Copa Libertadores Sub-20 | River Plate | Perú | 2012 |

### Distinciones individuales
| Distinción                                            | Año  |
| ----------------------------------------------------- | ---- |
| Mejor arquero de la Copa Libertadores Sub-20          | 2012 |
| Arquero más goleador del año según la IFFHS (7 goles) | 2021 |
| Arquero más goleador del año según la IFFHS (4 goles) | 2022 |